# Aida Esteve Quintero
Aida Esteve Quintero (Rubí, Vallès Occidental, 12 de marzo de 2001) es una futbolista española.
Centrocampista, empezó a practicar el fútbol en la Unión Deportiva Rubí y, posteriormente, se formó en la academia del Espanyol. En categoría juvenil, jugó con el filial del Fútbol Club Barcelona, debutando en la Segunda División femenina la temporada 2017-18. Jugó un único partido con el primer equipo, la final de la Copa Catalunya 2018-19. El verano de 2020 fichó por la S. D. Eibar con el que debutó en la Primera División y, dos años después, se incorporó al Madrid Club de Fútbol. Internacional con la selección española en categorías de formación, se ha proclamado campeona de Europa sub-17 (2018). Con la selección catalana sub-16, ganó el campeonato de España de selecciones autonómicas (2017).

## Palmarés
- 1 Copa Cataluña: 2018